# Kerūr
Kerūr är en ort i Indien.   Den ligger i distriktet Bagalkot och delstaten Karnataka, i den sydvästra delen av landet, 1 400 km söder om huvudstaden New Delhi. Kerūr ligger 629 meter över havet och antalet invånare är 17 928.
Terrängen runt Kerūr är platt. Runt Kerūr är det ganska tätbefolkat, med 230 invånare per kvadratkilometer. Närmaste större samhälle är Bādāmi, 17,7 km sydost om Kerūr. Trakten runt Kerūr består till största delen av jordbruksmark.